# Melhania spathulata
Melhania spathulata är en malvaväxtart som beskrevs av Arenes. Melhania spathulata ingår i släktet Melhania och familjen malvaväxter. Inga underarter finns listade i Catalogue of Life.